# 毓嶦
毓嶦（1923年11月28日—2016年7月8日），字君固，满族，爱新觉罗氏，生於大連，恭贤亲王溥偉第七子，恭忠亲王奕䜣曾孙，是一位書法家，擅长行書及草書，且傑作數量較多。中华人民共和国成立後，毓嶦成为中國書法家協會會員、北京書法家協會會員、中國老年書畫研究會創作員。溥儀在自傳《我的前半生》裡以假名「小固」代替「君固」。毓嶦是中国最后一位恭亲王。

## 生平
清滅亡後，1923年，父親溥偉逃到大連時，毓嶦出生。毓嶦自幼喜習書法。
1936年父親恭親王溥偉去世後，當時處於家庭生活困難而投靠滿洲國皇帝溥儀，在新京為滿清宗室子弟組建的所謂「私塾」。因在私塾受教得宜，又近在溥儀身邊，1939年就順理繼承滿洲國恭親王的爵位，但繼承爵位時並未有任何正式儀式，只是私下底給溥儀磕幾個謝恩頭。
1945年，毓嶦與溥儀被蘇聯紅軍俘虜，被軟禁五年。
1950年，毓嶦被遣送回中國，被關押在撫順戰犯管理所進行強化思想改造。
1957年，毓嶦被特赦結束牢獄生活回到北京。文化大革命期間，毓嶦又被送至東北農場強制勞動，直至1980年，毓嶦才重新回到北京。
2016年7月8日晨，在北京逝世，享壽93歲，葬於北京八宝山公墓。

## 书籍作品
- 《爱新觉罗毓嶦回忆录》

## 外部連結
- （日語）愛新美術館
- 中國書法家協會 （页面存档备份，存于）

| 毓嶦 恭親王世系清宣宗世系的分支出生于：1923年11月28日 | 毓嶦 恭親王世系清宣宗世系的分支出生于：1923年11月28日 | 毓嶦 恭親王世系清宣宗世系的分支出生于：1923年11月28日 |
| 王室頭銜                                              | 王室頭銜                                              | 王室頭銜                                              |
| ----------------------------------------------------- | ----------------------------------------------------- | ----------------------------------------------------- |
| 前任： 父親恭賢親王溥偉                               | 恭親王 任職期間:1936年－1945年                        | 帝制結束                                              |